# Соболівська сільська рада (Брусилівський район)
Соболівська сільська рада — колишня адміністративно-територіальна одиниця та орган місцевого самоврядування у Корнинському, Попільнянському, Брусилівському і Коростишівському районах Білоцерківської округи, Київської й Житомирської областей Української РСР та України з адміністративним центром у с. Соболівка.

## Населені пункти
Сільській раді були підпорядковані населені пункти:
- с. Соболівка
- с. Долинівка

## Населення
Відповідно до результатів перепису населення СРСР, кількість населення ради станом на 12 січня 1989 року становила 1 019 осіб.
Станом на 5 грудня 2001 року, відповідно до перепису населення України, кількість мешканців сільської ради становила 797 осіб.

## Склад ради
Рада складалася з 16 депутатів та голови.

### Керівний склад сільської ради
| ПІБ                        | Основні відомості                                                                         | Дата обрання | Дата звільнення |
| -------------------------- | ----------------------------------------------------------------------------------------- | ------------ | --------------- |
| Савченко Надія Степанівна  | Сільський голова, 1957 року народження, освіта, Партія промисловців і підприємців України | 26.03.2006   | 31.10.2010      |
| Герасимчук Надія Василівна | Сільський голова, 1958 року народження, освіта вища, член аграрної партії України         | 31.10.2010   |                 |

Примітка: таблиця складена за даними джерела

## Історія
Створена 1923 року в складі с. Соболівка та хутора Мар'янівка Корнинської волості Сквирського повіту Київської губернії.
Станом на 1 вересня 1946 року сільська рада входила до складу Корнинського району Житомирської області, на обліку в раді перебували с. Соболівка та х. Мар'янівка.
2 вересня 1954 року, відповідно до рішення Житомирського облвиконкому № 1087 «Про перечислення населених пунктів в межах районів Житомирської області», х. Мар'янівка передано до складу Озерської сільської ради Корнинського району. 11 січня 1960 року, відповідно до рішення Житомирського ОВК № 2 «Про зміни в адміністративно-територіальному поділі сільських рад в районах області», підпорядковано с. Гнилець (згодом — Долинівка) ліквідованої Гнилецької сільської ради Брусилівського району. 7 січня 1963 року, відповідно до рішення Житомирського облвиконкому № 16 «Про об'єднання та ліквідацію деяких сільських і селищних рад», підпорядковано села Королівка та Машерине (Мишерине) ліквідованої Королівської сільської ради Коростишівського району. 28 жовтня 1963 року, відповідно до рішення Житомирського облвиконкому № 519 «Про зміни в адміністративно-територіальному поділі Коростишівського району», села Королівка та Мишерине передані до складу Турбівської сільської ради Коростишівського району.
На 1 січня 1972 року сільська рада входила до складу Коростишівського району Житомирської області, на обліку в раді перебували села Долинівка та Соболівка.
Ліквідована 28 грудня 2016 року через об'єднання до складу Брусилівської селищної територіальної громади Брусилівського району Житомирської області.
Входила до складу Корнинського (7.03.1923 р., 17.02.1935 р.), Попільнянського (5.02.1931 р., 28.11.1957 р.), Брусилівського (20.03.1959 р., 4.05.1990 р.) та Коростишівського (30.12.1962 р.) районів.